# ريبيكا جنكينز
ريبيكا جنكينز هي عازفة الجاز ومغنية وممثلة كندية، ولدت في 1 يناير 1959 بكندا.

## أعمال

### أفلام
- (1992) بوب روبرتس[5]

## وصلات خارجية
- ريبيكا جنكينز على موقع IMDb (الإنجليزية)
- ريبيكا جنكينز على موقع ألو سيني (الفرنسية)
- ريبيكا جنكينز على موقع ميوزك برينز (الإنجليزية)
- ريبيكا جنكينز على موقع أول موفي (الإنجليزية)
- ريبيكا جنكينز على موقع قاعدة بيانات الأفلام السويدية (السويدية)
- ريبيكا جنكينز على موقع إن إن دي بي (الإنجليزية)
- ريبيكا جنكينز على موقع ديسكوغز (الإنجليزية)
- ريبيكا جنكينز على موقع قاعدة بيانات الفيلم (الإنجليزية)
- ريبيكا جنكينز على موقع كينوبويسك (الروسية)